# Grete Stern
Pour les articles homonymes, voir Stern.

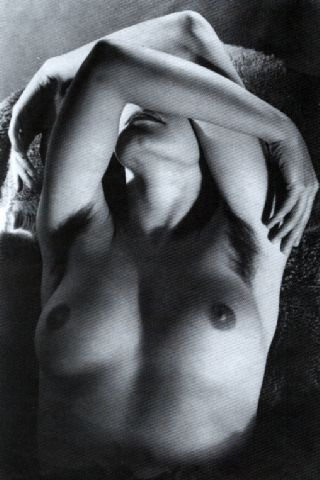
Nu réalisé en 1946.

Grete Stern, née en 1904 à Elberfeld  dans la province de Rhénanie et morte le 24 décembre 1999 à Buenos Aires en Argentine, est une photographe et graphiste germano-argentine, qui a participé au développement des arts visuels en Argentine. 

## Biographie

### Enfance et formation
Grete Stern est née dans une famille juive allemande. Ses parents sont actifs dans l'industrie textile et aisés.
Après des études primaires à Wuppertal puis à Londres où la famille passe beaucoup de temps pour le travail du père, Grete Stern apprend le piano et la guitare et commence à étudier les arts graphiques à Stuttgart en 1923. Elle travaille en indépendante comme graphiste et artiste publicitaire à Wuppertal quand, après avoir vu une exposition de photographies de Edward Weston et Paul Outerbridge, elle se tourne vers la photographie. En 1927, le photographe Otto Umbehr lui suggère d'étudier la photographie et elle deviendra l'élève de Walter Peterhans. En 1928, Peterhans accepte également Ellen (Rosenberg) Auerbach comme élève. Les deux jeunes femmes développent une profonde amitié qui durera toute leur vie.

### «ringl + pit»
En 1929, elle crée un studio de dessin et de photographie avec son amie Ellen Auerbach, baptisé à partir de leurs surnoms d'enfants « ringl + pit », dans ce qui est rétrospectivement considéré comme pionnier dans l'art féminin.
Elles réalisent un travail photographique techniquement parfait qui oscille entre sérieux et farce, réalité et illusion, sobriété et érotisme. Elles travaillent essentiellement en studio, s'assurant que les décors et accessoires soient parfaitement installés, rien n'est laissé au hasard. Bien qu'elles travaillent ensemble, le caractère spécifique de chacune d'elles est perceptible. La gestion de leur travail est confiée à l'agence de photos Mauritius.
Au début des années 1930, la publicité moderne en est à ses débuts et laisse la place à l'exploration créative de Ringl + Pit. Leur travail publicitaire représente une rupture avec les styles habituels, combinant des objets, des mannequins et des personnages découpés de manière fantaisiste. Grete Stern et Ellen Auerbach explorent une nouvelle façon de représenter les femmes, à l'image de la « nouvelle femme » qui se dessine à l'époque. Il y a une ironie subtile dans leur travail sur ce qui est accepté et attendu des femmes, ce qui constitue une rupture marquée par rapport à l'image dominante de la femme,.

### Le Bauhaus
En avril 1930, Grete Stern suit Peterhans au Bauhaus pour y poursuivre sa formation, à Dessau d'abord, puis à Berlin de 1932 à 1933. Ellen Auerbach fait fonctionner le studio seule jusqu'à ce que Grete Stern la rejoigne en mars 1931 puis retourne au Bauhaus entre avril 1932 et mars 1933. 
En 1933, le Bauhaus ferme ses portes à la suite de l'arrivée au pouvoir d'Adolf Hitler. Début 1934, Grete Stern quitte le studio Ringl + Pit et émigre à Londres avec son frère, Walter. Elle réussit à emporter avec elle tout son équipement photographique et son mobilier. 

### Londres
Elle ouvre un studio de photographie et de publicité à Londres et sera bientôt rejointe par Ellen Auerbach. Pour leur dernier travail ensemble, elles réalisent des photographies de publicité pour une maternité. Pour Grete Stern, ces années ont été productives : elle poursuit son travail de portraitiste en photographiant ses amis de la communauté des exilés allemands, dont Bertolt Brecht, Hélène Weigel, Karl Korsch et Paula Heimann. Le magazine français Cahiers d’Art publie un article sur le studio Ringl + Pit. Leur travail est apprécié par le magazine Gebrauchsgraphik et, en 1933, elles gagnent le premier prix pour une de leurs affiches publicitaires à la Deuxième Exposition Internationale de la Photographie et du Cinéma à Bruxelles. 

### Argentine
Grete Stern épouse en 1935 le photographe argentin Horacio Coppola (1906-2012), un élève de Peterhans, rencontré au Bauhaus. Ils partent pour l'Argentine, pays natal de Horacio où Grete restera pour le reste de sa vie, soit plus de 60 ans. Leur fille, Silvia naît en 1937 et leur fils Andres en 1940.
Ils montent ensemble à leur arrivée une exposition de photographie moderne considérée comme pionnière en Argentine,  la « première exposition sérieuse d'art photographique à Buenos Aires » selon le magazine Sur. L'exposition montre des travaux produits en Allemagne et à Londres entre 1929 et 1935 : portraits, compositions, photographies publicitaires et paysages.
En 1937, elle ouvre avec son mari un studio de photographie et de publicité à Buenos Aires et commence à réaliser des portraits d'artistes et d'intellectuels argentins. Le studio ferme en 1938. Il était consacré à la photographie publicitaire, mais ce domaine étant trop peu développé en Argentine, ne permet pas à la famille d'en vivre. Entretemps, Grete et son mari s'installent dans une maison moderniste, construite par l'architecte argentin, d'origine ukrainienne, Wladimiro Acosta (es), dans la banlieue de Buenos Aires. Le couple participe aux organisations de solidarité qui accueillent en Argentine les réfugiés juifs et d'autres personnes persécutées par le régime nazi. 
En 1943, Grete Stern monte sa première exposition individuelle en Argentine et divorce d'Horacio Coppola. D'autres expositions suivent, toutes consacrées aux portraits, sauf une, où l'on peut aussi voir des paysages.
En 1948, elle a l'occasion de participer à un projet d'inventaire architectural et artistique des richesses de Buenos Aires. Il en résulte une série de plus de 1500 clichés qui sont un témoignage sur l'état de la ville au milieu du XXe siècle. Par la suite, elle a l'occasion de faire montre de ses talents de paysagiste en parcourant l'ensemble du pays jusqu'à la Terre de Feu.

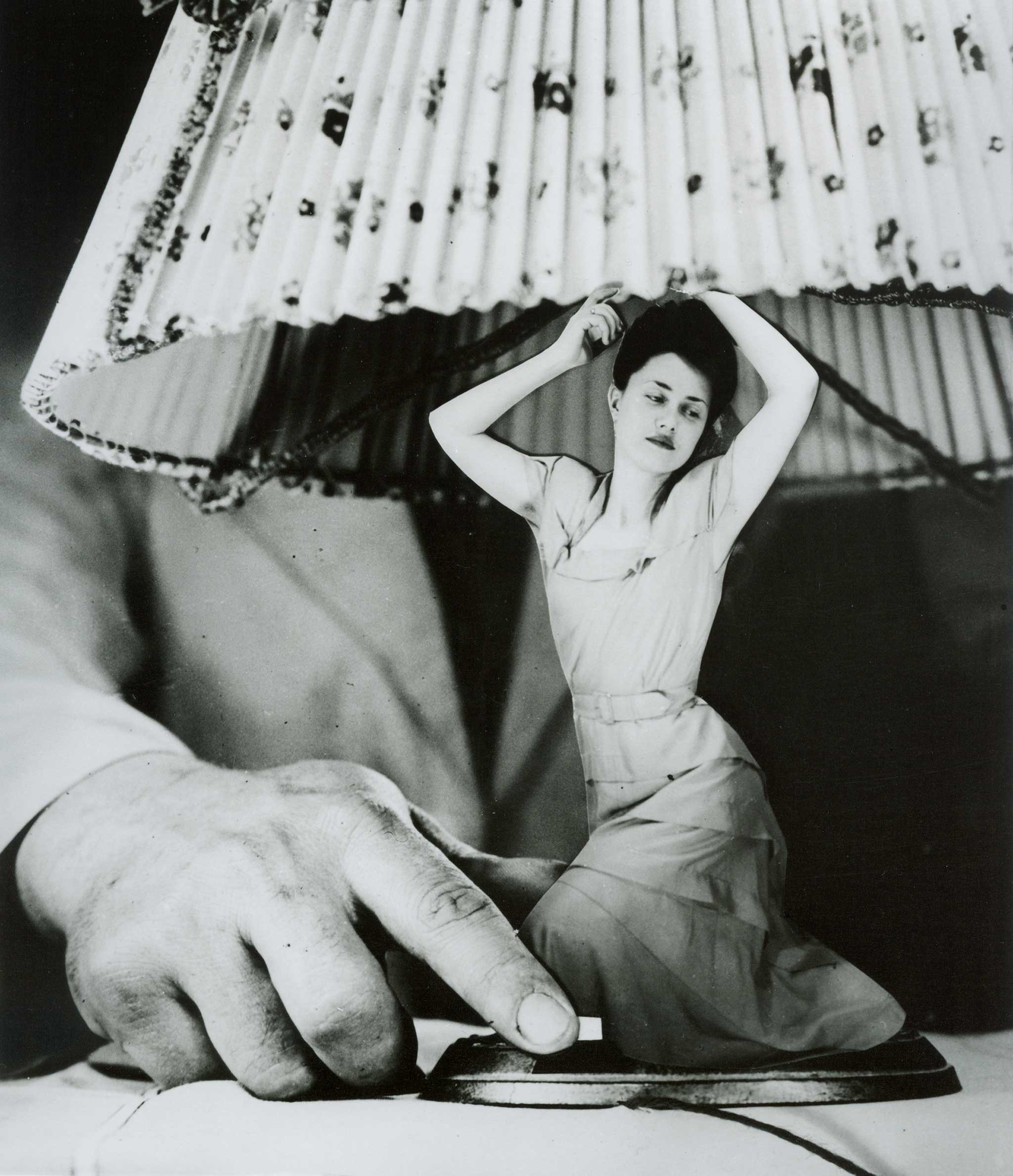
Photomontage de 1950.

Entre 1948 et 1952, sur une suggestion du sociologue Gino Germani, elle réalise chaque semaine des photomontages pour illustrer des rêves dans la section « La psychanalyse vous aidera » (El Psicoanálisis la ayudará) de la revue argentine Idilio. Près de 150 photomontages ont ainsi été publiés pendant trois ans, sous divers titres tels que Niño flor, Artículos eléctricos para el hogar, Fracturas, El ojo eterno… Grete les présente au milieu des années 1950 à la faculté de psychologie de l'Université de La Plata puis, en 1967, à Buenos Aires en collaboration avec la poétesse Elva de Lóizaga.
Entre 1956 et 1979, elle est appelée par Jorge Romero Brest (en), directeur du Musée national des Beaux Arts d'Argentine, pour organiser et diriger l'atelier photographique du musée.
En 1958, elle acquiert la nationalité argentine. En 1959 et 1960, elle enseigne la photographie à l'université.
En 1964 Grete Stern voyage à travers le nord-est de l'Argentine, réalisant plus de 800 photos illustrant la vie des communautés indigènes de cette région. Cette archive est la plus importante sur ce sujet en Argentine.
En 1972, elle voyage à travers les États-Unis, l'Angleterre, la France et Israël et, pour la première fois depuis son départ en 1933, en Allemagne.
En 1975, elle participe à la première exposition de photos organisée après la guerre par le Bauhaus-Archiv de Berlin. En 1978, elle participe à l'exposition sur la photographie expérimentale en Allemagne de 1918 à 1940, qui se tient à la Galerie du Levant, à Munich. Une grande rétrospective de son œuvre photographique et graphique lui rend hommage en 1981 à la « Fundación San Telmo » de Buenos Aires.
En 1988, la ville de son enfance, Wuppertal organise une rétrospective Ringl + Pit « Emigriert » qui comprend les dernières œuvres de Grete Stern et Ellen Auerbach. En 1993, le Musée Folkwang à Essen, achète les négatifs originaux et une grande partie de leurs travaux et lui consacre une exposition.
Grete Stern abandonne la pratique photographique en 1985, à la suite de la diminution de son acuité visuelle, et se retire de son équipe d'anciens élèves et de collaborateurs. 
Le réalisateur argentin Juan Mandelbaum consacre, en 1995, un documentaire, Ringl and Pit à Grete Stern et Ellen Auerbach,.
Grete Stern décède à Buenos Aires le 24 décembre 1999 à l'âge de 95 ans.